# Đóng đinh (hình phạt)
Đóng đinh là một phương thức xử tử hình trong đó nạn nhân bị buộc chặt, đóng đinh, hoặc gắn vào một thanh gỗ lớn và để treo trong nhiều ngày cho đến khi nạn nhân chết vì kiệt sức và ngạt thở. Hình thức tử hình này được biết đến từ thời cổ đại Hy-La, nhưng vẫn được sử dụng thường xuyên ở một số quốc gia.
Sự kiện đóng đinh Giêsu là một phần quan trọng trong Kitô giáo và hình ảnh Thánh Giá (đôi khi kèm miêu tả Jêsus bị đóng đinh trên đó) là biểu tượng tôn giáo chính của nhiều nhà thờ Ki tô giáo.

## Chi tiết

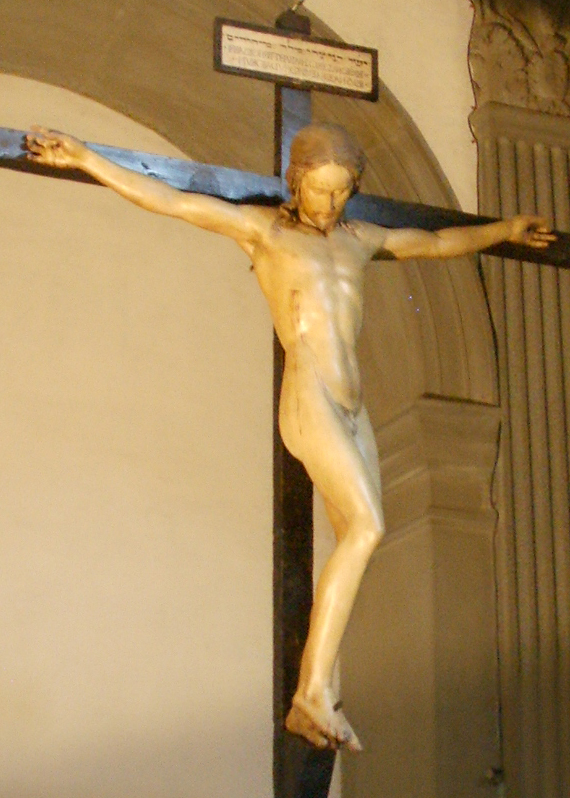
Mô tả đóng đinh Jesus của Michelangelo, đáng chú ý với chi tiết Jesus khỏa thân khi bị đóng đinh.

Sự đóng đinh được thực hiện thường xuyên nhất để khiến các nhân chứng không phạm tội tương tự (nhất là các tội tàn ác). Nạn nhân đôi khi được trưng bày thêm vài ngày sau khi chết như là một cảnh báo cho các tội phạm tương lai khác. Việc đóng đinh thường nhằm mục đích gây ra cái chết đặc biệt chậm chạp, đau đớn, mang tính làm nhục và công khai. Các phương pháp đóng đinh rất khác nhau về vị trí và khoảng thời gian.
Trong một số trường hợp, người bị kết án buộc phải mang theo cây thập giá đến nơi hành hình. Một cây thập giá đầy đủ sẽ nặng hơn 135 kg (300 lb), nhưng thanh ngang sẽ không phải quá nặng, chỉ khoảng 45 kg (100 lb). Sử gia La Mã Tacitus ghi nhận rằng thành phố Rome có một địa điểm cụ thể để thực hiện hành quyết, nằm bên ngoài Cổng Esquiline, và có một khu vực cụ thể dành riêng cho việc xử tử các nô lệ bằng cách đóng đinh. Các cây cọc chắc chắn được cố định vĩnh viễn tại địa điểm này, và cây thập giá, với người bị đóng đinh có lẽ đã được đóng đinh trước đó, sẽ được gắn vào vị trí các cọc có sẵn.
Người bị hành hình có thể bị buộc vào thập giá bằng dây thừng, mặc dù đinh và các vật liệu sắc bén khác cũng được sử dụng. Trong một đoạn văn của nhà sử học Judean Josephus, ông đã tuyên bố rằng trong cuộc vây hãm Jerusalem (70), "những người lính nổi cơn thịnh nộ và hận thù, đã đóng đinh những người mà họ bắt được, từng người một, vào cây thập giá." Các vật dụng dùng để đóng đinh tội phạm, chẳng hạn như đinh đóng, được sưu tầm và được coi là có khả năng chữa bệnh.
Khi tử hình bằng cách đóng đinh, các đao phủ cũng sỉ nhục người bị hành hình, bằng cách làm cho họ trở nên dễ bị tổn thương nhất có thể. Mặc dù các nghệ sĩ thường vẽ cảnh đóng đinh thập giá với người bị hành hình được che thân hoặc che bộ phận sinh dục bằng vải mỏng, trên thực tế người bị đóng đinh thường bị lột trần truồng. Tác phẩm của Seneca the Younger nói rằng một số nạn nhân bị dùi nhọn đâm xuyên qua bộ phận sinh dục. Mặc dù người La Mã thường xuyên sử dụng hình phạt này, nhưng sự kinh hoàng của việc đóng đinh đã được một số nhà hùng biện nổi tiếng đề cập đến. Cicero đã mô tả sự đóng đinh trên thập giá là "một sự trừng phạt tàn nhẫn và ghê tởm nhất", và đề nghị rằng "việc đề cập đến hình phạt này nên được loại bỏ không chỉ khỏi thân thể của một công dân La Mã, mà còn từ tâm trí, đôi mắt, đôi tai."
Đôi chân của người bị hành quyết thường bị đập nát bằng một thanh sắt, một hành động được gọi là crurifragium, và thường áp dụng cho nô lệ phạm lỗi mà không cần đóng đinh. Hành động này giúp người bị hành hình chết nhanh hơn, nhưng cũng có ý để răn đe những người theo dõi việc đóng đinh.

### Hình dạng cây thập tự
Khung gỗ dùng để đóng đinh có thể có nhiều hình dạng. Josephus đã miêu tả nhiều hình thức tra tấn và vị trí bị đóng đinh trong cuộc bao vây Jerusalem khi Titus đóng đinh những kẻ phản loạnvà Seneca the Younger thuật lại: "Tôi thấy những cây thập tự ở đó, không chỉ có một loại mà được làm theo nhiều cách khác nhau: một số để nạn nhân đầu chúc xuống đất; một số đâm xuyên qua bộ phận sinh dục của người bị hành quyết; một số khác kéo ngang hai tay nạn nhân ra hai bên."
Đôi khi thanh gỗ dùng để đóng đinh chỉ gồm một thanh thẳng đứng, tiếng Latin là crux simplex. Đây là thiết bị đơn giản nhất để tra tấn và giết người. Tuy nhiên, người ta thường xuyên lắp thêm một thanh gỗ vuông góc ở một đầu để tạo ra một hình chữ T hoa (crux commissa) hoặc ở sát phần đầu, tạo thành chữ t thường như các hình tượng quen thuộc của Kitô giáo (crux immissa). Giáo phái Nhân chứng Giê-hô-va lập luận rằng Jêsus bị đóng đinh trên cây gỗ đơn crux simplex, và cây thập tự chữ t thường crux immissa là sự sáng tạo của Constantinus Đại đế. Các hình dạng khác có thể là dạng chữ X và Y. Hình ảnh cổ xưa nhất của một cây thập tự La Mã là một graffito tìm thấy trong một taberna (ký túc xá cho người đi đường) ở Puteoli, với mốc thời gian từ thời Trajan hoặc Hadrian (cuối thế kỷ I đến đầu thế kỷ thứ II). Chữ thập được mô tả là hình chữ T hoa. Một dòng chữ trên vai trái của nạn nhân xác định tên của cô gái là "Alkimila."
Tân Ước khi kể về sự đóng đinh của Jêsus không nói cụ thể về hình dạng cây thập tự, nhưng những bài viết đầu tiên nói về hình dạng của nó, từ năm 100, mô tả nó như hình chữ T hoa (tiếng Hy Lạp: tau) hoặc bao gồm một thanh ngang thẳng đứng và ngang, đôi khi có một hình bóng nhỏ ở phần thẳng đứng.